# Анаба
Анаба (на арабски: عنابة - Анна̀аба‎) е град и община в Североизточен Алжир. В древността се е казвал Хипон (Hippone, Hippo, Hippo Regius), а от 1860 до 1963 г. – Бон (Bône) и тук Августин Блажени е ръкоположен за свещеник и по-късно става епископ.

## География
Разположен е в област Анаба, близо до река Сюбуз, на около 50 км западно от границата с Тунис. Административен център е на едноименните област, околия и община.
С 342 703 жители градската агломерация той е 4-ти по население град в страната; в общината живеят 257 359 души.

## Икономика
Градът е важен индустриален център в Североизточен Алжир.

### Транспорт
Израснал е заедно с развитието на пристанището. Обслужва се от летище „Рабах Битат“. Железопътна линия свързва Анаба с град Константин и столицата Алжир.

### Туризъм
Анаба е известен с красивите си плажове и удивителния семеен нощен живот. Повечето туристи в града са от Франция и Италия.

## Образование
Най-голямото училище в града е Университетът „Баджи Мохтар“ (също Университет на Анаба или Анабски университет). В него учат над 48 000 студенти. Открит е през 1975 г.